# U-Bahnhof ERGO-Platz/Klever Straße

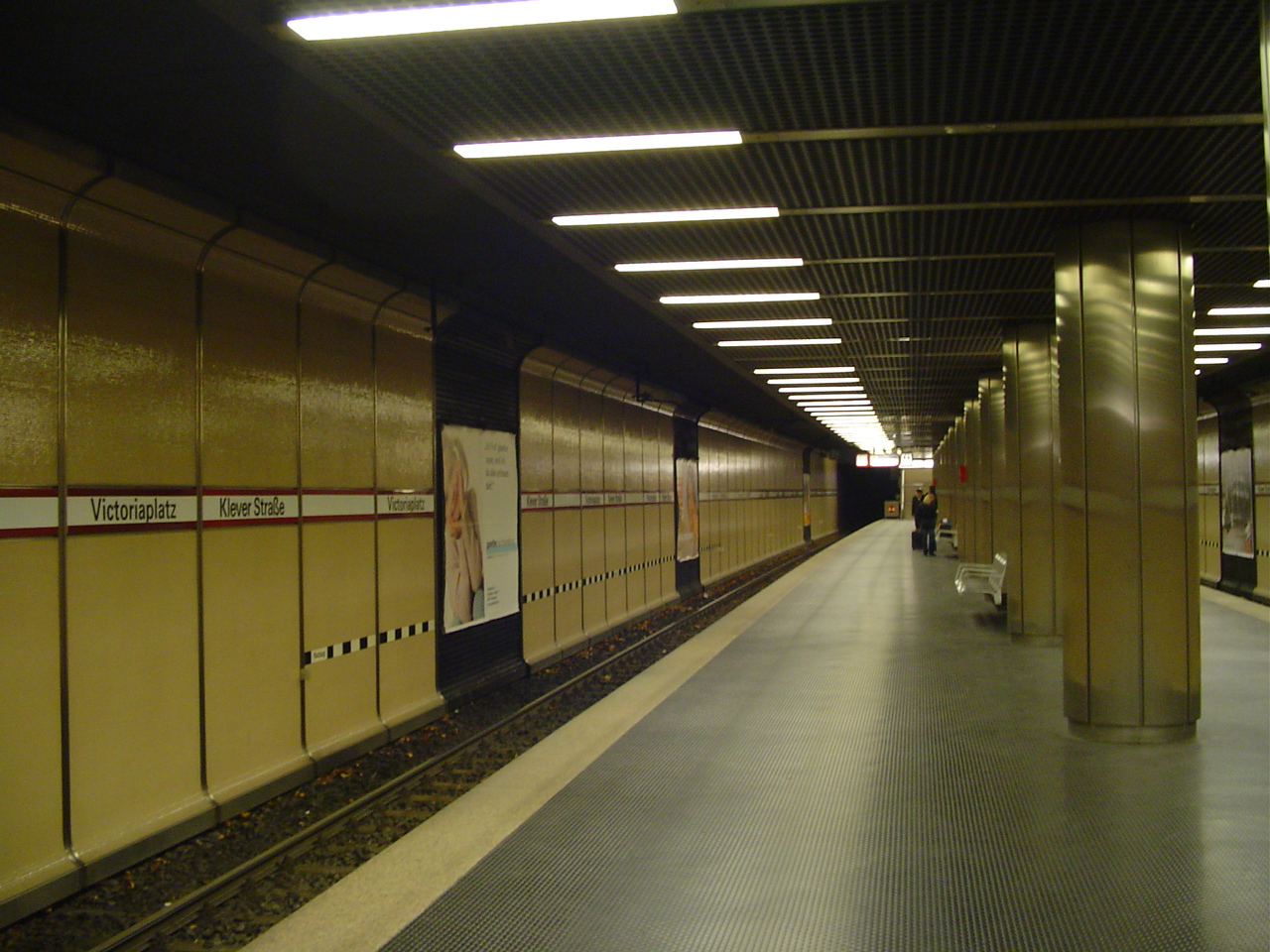
Blick in die Bahnsteigebene vor der Modernisierung

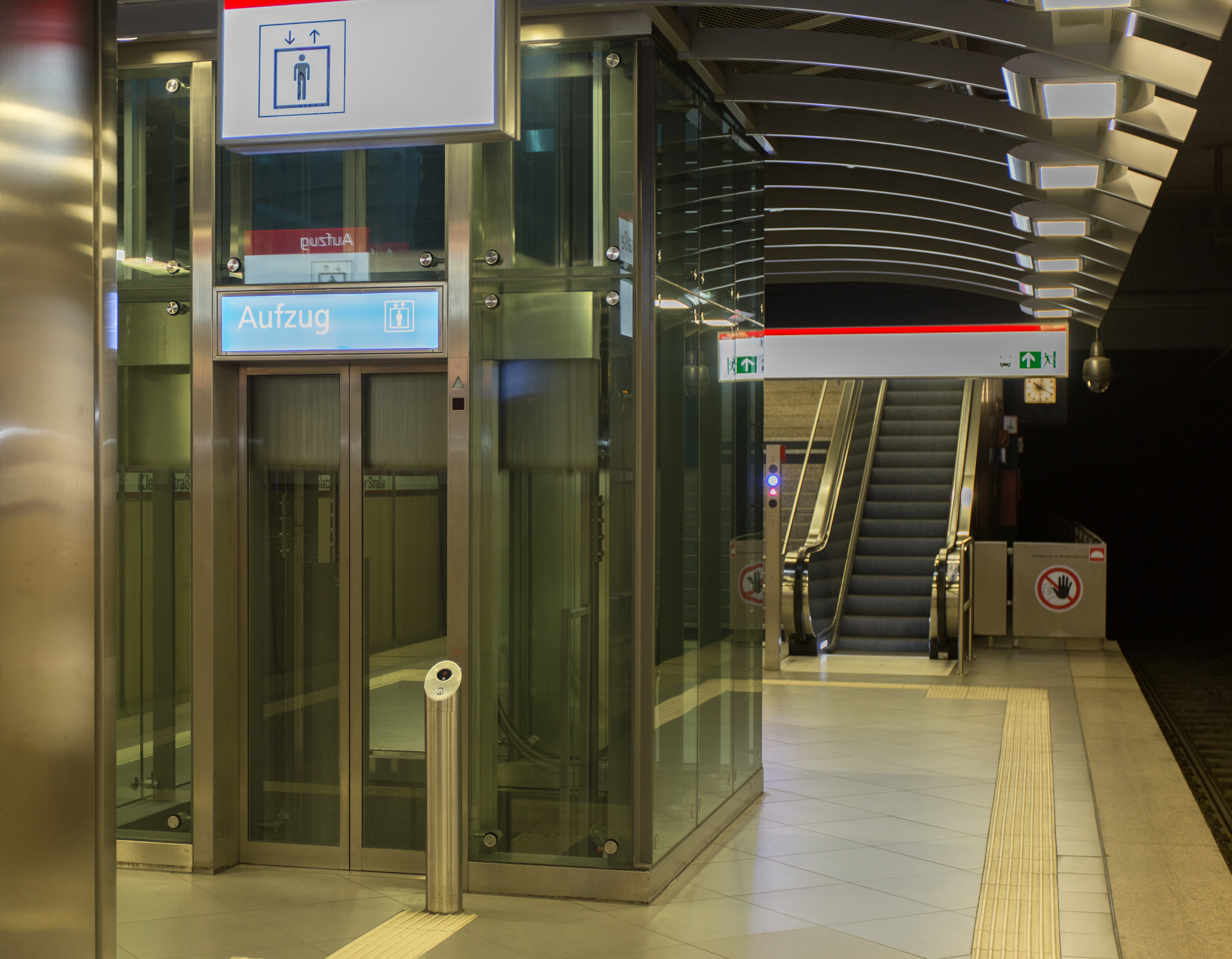
Neuer Fahrstuhl

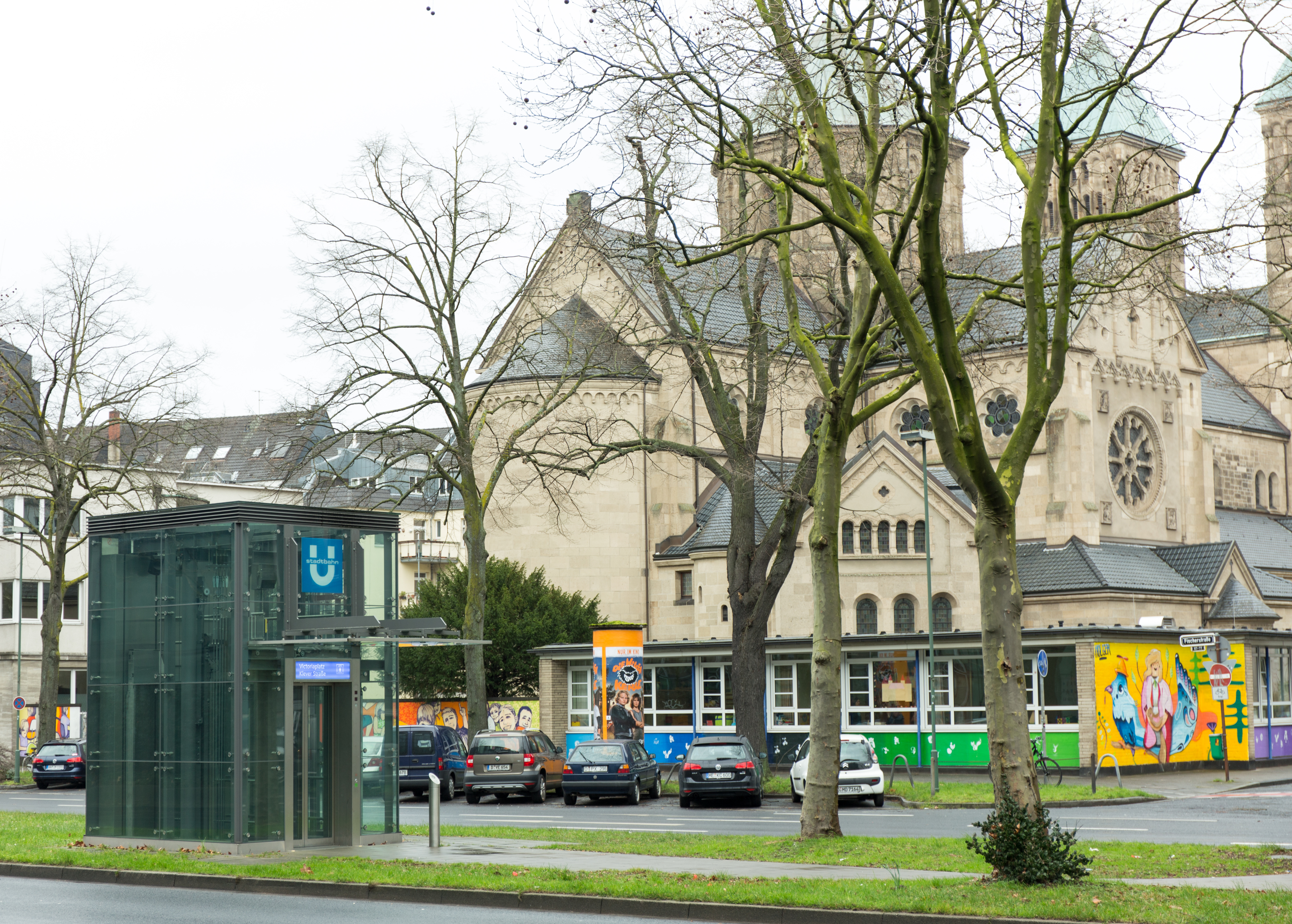
Neuer Zugang

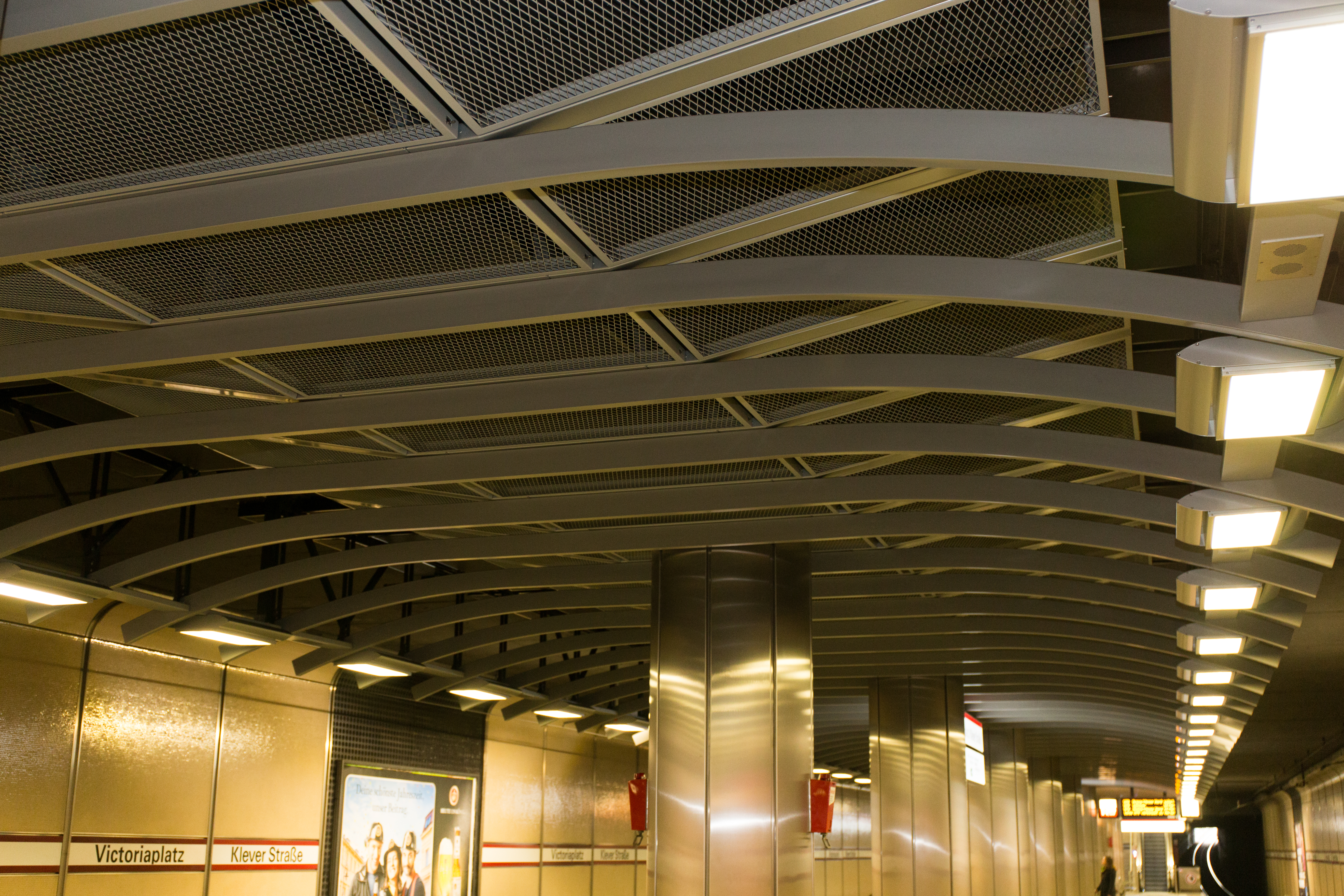
Neue Deckenverkleidung

Der U-Bahnhof ERGO-Platz/Klever Straße (früher: U-Bahnhof Victoriaplatz/Klever Straße, davor Klever Straße) ist eine Station der Düsseldorfer Stadtbahn. Er liegt im Verlauf der ersten Stammstrecke im Stadtteil Pempelfort der nordrhein-westfälischen Landeshauptstadt Düsseldorf. Der unterhalb der Fischerstraße bis zur Kreuzung Klever Straße errichtete U-Bahnhof wurde am 3. Oktober 1981 dem Verkehr übergeben.
Die über dem Bahnhof befindliche Straßenkreuzung führt mehrere wichtige Straßen der nördlichen Innenstadt zusammen. In direkter Nähe befinden sich zahlreiche Unternehmen sowie eine dichte Wohnstruktur.
Der U-Bahnhof wird von den Stadtbahnlinien U78 und U79 bedient. Eine Verknüpfung mit einer weiteren Linie des Düsseldorfer Nahverkehrs besteht an einer oberirdischen Bushaltestelle. Im Jahr 2002 lag die Zahl der Ein-, Aus- und Umsteiger bei ca. 10.000 bis 15.000 je Werktag. Mit Wechsel des Sommerfahrplans 2023 wurde auf Wunsch der ERGO-Versicherung durch die Bezirksvertretung, nachdem im Jahre 2018 der Victoriaplatz in ERGO-Platz umbenannt wurde, nun auch der Name des U-Bahnhofs angepasst.

## Lage
Der U-Bahnhof selbst befindet sich an einer wichtigen Verkehrsachse von Pempelfort am denkmalgeschützten Golzheimer Friedhof. In unmittelbarer Nähe befinden sich die Hauptverwaltungen der Ergo Versicherung sowie die Bezirksregierung Düsseldorf und das Oberlandesgericht Düsseldorf. Der U-Bahnhof ERGO-PlatzKlever Straße befindet sich ca. 520 m südlich von der Haltestelle Kennedydamm und 580 m nördlich vom U-Bahnhof Nordstraße.

## Bahnhofsanlage
Der Bahnhof ist über Rolltreppen sowie über einen Aufzug erreichbar. Die obere der beiden Ebenen dient als Verteilerebene und führt in die tiefer gelegene Ebene. Die untere Ebene verfügt über einen Mittelbahnsteig, an dem die Linien Richtung Düsseldorf Hauptbahnhof und Richtung Duisburg bzw. Merkur Spiel-Arena/Messe Nord halten.
Die Düsseldorfer U-Bahnhöfe der ersten, zweiten und dritten Generation verfügen alle über eine annähernd gleiche Gestaltung. Die Decken und Wände sind wie auch die Bodenfläche in schwarz gehalten. Eine silberne Verkleidung umfasst die in der Mitte des Bahnsteigs gelegenen Säulen, das gleiche Material wurde auch für die Bahnhofsmöblierung verwendet. Den Kontrast zu dieser zurückhaltenden Farbgestaltung bieten die beigefarbenen Wände. Die Haltestellennamen sind über den Informationstafeln mit schwarzer Schrift auf weißem Grund angebracht sowie an den Wänden mit schwarzer Schrift auf weißem Grund begleitet von weinroten Linien ober- und unterhalb der Schrift.

## Verkehr
Der U-Bahnhof ERGO-Platz/Klever Straße befindet sich im Verlauf der ersten Stammstrecke des Düsseldorfer Stadtbahnnetzes. Alle zwei auf dieser Strecke verkehrende Linien bedienen den Bahnhof. Neben den Umsteigemöglichkeiten zwischen den einzelnen Stadtbahnlinien besteht eine weitere Umsteigebeziehung zur Buslinie 722, welche an einer oberirdischen Haltestelle entlang der Fischerstraße hält und die Einbindung in das Netz des Düsseldorfer Nahverkehrs herstellt.
Über die Linie aus Duisburg werden die Nachbarstadt sowie die nördlichen Stadtteile Wittlaer, Kaiserswerth und Lohausen erreicht. Die in Stockum abzweigende Linie zur Merkur Spiel-Arena bindet diese sowie das Düsseldorfer Messegelände an. In Richtung Altstadt besteht die Verbindung zu dem zentralen Umsteigepunkt Heinrich-Heine-Allee. Dort sind Umsteigemöglichkeiten zu mehreren Buslinien sowie zur sogenannten Wehrhahn-Linie vorhanden. Hinter dem Umsteigebahnhof Düsseldorf Hbf, welcher die Stadtbahn mit der S-Bahn Rhein-Ruhr und weiteren Verbindungen im Regional- und Fernverkehr verknüpft, werden im weiteren Verlauf der zweiten Stammstrecke die südöstlich gelegenen Stadtteile Oberbilk und Wersten, sowie die Heinrich-Heine-Universität und der Botanische Garten angebunden.
Die Linie U78 wird von der Düsseldorfer Rheinbahn alleine, die Linie U79 gemeinsam mit der Duisburger Verkehrsgesellschaft betrieben. So kommen auf beiden Linien und hochflurige Stadtbahnfahrzeuge des Typs B80D zum Einsatz. Auf der Linie U79 verkehren außerdem, seitens der Duisburger Verkehrsgesellschaft, auch Wagen des Typs B80C.
Im Nahverkehrsplan 2002–2007 der Landeshauptstadt Düsseldorf, ist die Einführung einer neuen Stadtbahnlinie U80 vorgesehen. Für diese ist der Bau einer Umfahrung der Düsseldorfer Messe mit einem neuen U-Bahnhof Messe-Süd notwendig. Wenn diese Maßnahme realisiert werden sollte, ist der U-Bahnhof Victoriaplatz/Klever Straße als Haltepunkt dieser Linie vorgesehen.
Seit September 2015 läuft das Planfeststellungsverfahren für die Stammstrecke 5, auf der die U82 von Düsseldorf Hbf über Heinrich-Heine-Allee und Freiligrathplatz zum Flughafen Düsseldorf fahren wird. Neu gebaut wird eine Brücke vom Freiligrathplatz über den Nordstern und dann ein Tunnel zum Flughafenterminal mit einer U-Bahn-Haltestelle dort. Die Inbetriebnahme dieser Linie ist für das Jahr 2025 geplant. Auch diese Linie soll in Zukunft am U-Bahnhof ERGO-Platz/Klever Straße halten.
Folgende Stadtbahnlinien bedienen den U-Bahnhof:
| Linie | Verlauf | Takt                                      |
| ----- | --- | ----------------------------------------- |
|       | Merkur Spiel-Arena/Messe Nord ( ← Sportpark Nord/Europaplatz ) – Mörikestraße – Freiligrathplatz – Messe Ost/Stockumer Kirchstraße – Nordpark/Aquazoo – Reeser Platz – Theodor-Heuss-Brücke – Golzheimer Platz – Kennedydamm – U Victoriaplatz/Klever Straße – U Nordstraße – U Heinrich-Heine-Allee – U Steinstraße/Königsallee – U Oststraße – U Düsseldorf Hbf Hochflurbetrieb der Rheinbahn; Linie gehört nicht zum Düsseldorfer Nachtnetz Abweichender Takt: Mo–Fr 19–20 Uhr, Sa–So 8–20 Uhr alle 15 min, täglich 20–22 Uhr alle 30 min; Bedienung der Haltestelle Sportpark Nord/Europaplatz Mo–Sa 8–20 Uhr und So 9–20 Uhr im 30-Minuten-Takt aber nicht an Messetagen und bei Veranstaltungen in der Arena; Linie verkehrt an Messetagen auch Sa und So ab 7:30 Uhr im 10-Minuten-Takt. | 10 min                                    |
|       | ( U DU-Meiderich Bf 1 – U Auf dem Damm – ) U Duissern2 – U Duisburg Hbf – U König-Heinrich-Platz – U Steinsche Gasse – Platanenhof – Musfeldstraße – Kremerstraße – Karl-Jarres-Straße – Grunewald – Grunewald Betriebshof – Kulturstraße – Im Schlenk – Waldfriedhof – Münchener Straße – Sittardsberg – Mühlenkamp – St. Anna Krankenhaus – Angerbogen (nie in Betrieb genommen) – DU-Kesselsberg3 – D-Froschenteich – Wittlaer4 – Am Mühlenacker – Kalkumer Schlossallee – Klemensplatz – Kittelbachstraße – Alte Landstraße – Lohausen – Freiligrathplatz – Messe Ost/Stockumer Kirchstraße – Nordpark/Aquazoo – Reeser Platz – Theodor-Heuss-Brücke – Golzheimer Platz – Kennedydamm – U Victoriaplatz/Klever Straße – U Nordstraße – U Heinrich-Heine-Allee – U Steinstraße/Königsallee – U Oststraße – U Düsseldorf Hbf 5 (– U Oberbilker Markt/Warschauer Straße – U Ellerstraße – U D-Oberbilk – Kaiserslauterner Straße – Provinzialplatz – Werstener Dorfstraße – Südpark – D-Universität Ost/Botanischer Garten6 ) Hochflurbetrieb der Rheinbahn und DVG; ehemalige D-Bahn; Abschnitt 4–5 gehört zum ; in den Schulferien gilt ein besonderer Fahrplan. 15-Minuten-Takt auch im Abschnitt 2–6 Sa 5–19 Uhr und im Abschnitt 4–5 Mo–Fr 21–0 Uhr (ab 29.08.2018, davor 20–0 Uhr), Sa 20–0 Uhr und So 5–0 Uhr 30-Minuten-Takt im Abschnitt 2–6 Mo–Fr 19–22 Uhr und Sa 7–20 Uhr und im Abschnitt 1–2 Sa 9–18 Uhr und So 12–19 Uhr | 15 min (1–3) 10/20 min (3–4) 10 min (4–6) |

## Weiterführende Informationen

Logo der Stadtbahn Rhein-Ruhr